# Quinndary Weatherspoon
Quinndary Vonta Weatherspoon (Canton, 10 de setembro de 1996) é um jogador norte-americano de basquete profissional que atualmente joga no Golden State Warriors da National Basketball Association (NBA) e no Santa Cruz Warriors da G-League.
Ele jogou em Mississippi State e foi selecionado pelo San Antonio Spurs como a 49º escolha geral no Draft da NBA de 2019.
Durante sua primeira temporada com os Warriors, ele ganhou um título da NBA.

## Primeiros anos
Nascido em Canton, Mississippi, Weatherspoon é filho de Sharon e Tommie Weatherspoon e tem dois irmãos mais novos, Nick e Brandon, que também são jogadores de basquete. Ele começou a jogar basquete no ensino médio pela Velma Jackson High School. A escola ganhou três títulos estaduais consecutivos em 2012, 2013 e 2014. No final de sua carreira no ensino médio, ele foi considerado um recruta de três estrelas, sendo classificado como o 116º melhor jogador em sua classe pelo Rivals.com e se comprometeu com Mississippi State.

## Carreira universitária
Em seu primeiro ano, ele teve médias de 12,0 pontos e 4,7 rebotes e foi nomeado para a Equipe de Calouros da SEC.
Em 21 de novembro de 2016, ele machucou o pulso contra Boise State e foi inicialmente descartado para a temporada mas voltou depois de perder vários jogos. Em seu segundo ano, Weatherspoon teve médias de 16,5 pontos e 5,1 rebotes e foi nomeado para a Segunda Equipe da SEC.
Em seu terceiro ano, Weatherspoon teve médias de 14,4 pontos, 6,0 rebotes e 3,3 assistências e foi titular em todos os jogos. Ele foi nomeado para a Segunda-Equipe da SEC. Em 6 de abril de 2018, Weatherspoon se juntou a seu irmão Nick Weatherspoon e Lamar Peters entre os jogadores da universidade que se declararam para o draft da NBA de 2018. Mais tarde, ele optou por se retirar do draft e retornar a universidade.
Em sua última temporada, Weatherspoon foi nomeado para a Primeira-Equipe da SEC. Em 22 de março de 2019, ele se tornou o terceiro jogador do programa a marcar 2.000 pontos em uma derrota para Liberty no Torneio da NCAA de 2019.

## Carreira profissional

### San Antonio Spurs (2019–2021)
Em 20 de junho de 2019, Weatherspoon foi selecionado pelo San Antonio Spurs como a 49ª escolha geral no draft da NBA de 2019.
Em 8 de julho de 2019, Weatherspoon assinou um contrato de mão dupla com os Spurs. Em 4 de janeiro de 2002, ele marcou 30 pontos pelo Austin Spurs em uma vitória por 126-123 sobre o Greensboro Swarm. Em 8 de fevereiro de 2020, Weatherspoon estreou na NBA em uma derrota por 102-122 para o Sacramento Kings.
Em 24 de novembro de 2020, os Spurs anunciaram que haviam assinado com Weatherspoon para um outro contrato de mão dupla.

### Santa Cruz Warriors (2021)
Weatherspoon se juntou ao Brooklyn Nets para a Summer League de 2021.
Em 11 de outubro de 2021, o Golden State Warriors assinou um contrato de 10 dias com Weatherspoon, mas o dispensou dois dias depois. Em outubro de 2021, Weatherspoon ingressou no Santa Cruz Warriors como jogador afiliado, onde em nove jogos teve médias de 16,1 pontos, 4,3 rebotes, 3,7 assistências e 1,2 roubos de bola.

### Golden State Warriors (2021–Presente)
Em 23 de dezembro de 2021, Weatherspoon assinou um contrato de 10 dias com o Golden State Warriors. Em 3 de janeiro de 2022, ele assinou um contrato de mão dupla com os Warriors.
Em 16 de junho de 2022, Weatherspoon venceu as finais da NBA de 2022 com os Warriors.
Em 22 de julho de 2022, Weatherspoon assinou outro contato de mão dupla com os Warriors.

## Estatísticas da carreira

### NBA

#### Temporada regular
| Ano      | Equipe       | PJ | PT | MPJ | AP   | 3P   | LL    | RT  | AS  | BR | TO | PPJ |
| -------- | ------------ | -- | -- | --- | ---- | ---- | ----- | --- | --- | -- | -- | --- |
| 2019–20  | San Antonio  | 11 | 0  | 7.1 | .294 | .200 | .500  | .6  | 1.0 | .3 | .1 | 1.1 |
| 2020–21  | San Antonio  | 20 | 0  | 6.1 | .457 | .167 | .813  | .6  | .4  | .4 | .1 | 2.3 |
| 2021–22  | Golden State | 11 | 0  | 6.6 | .571 | .200 | 1.000 | 1.3 | .5  | .1 | .1 | 2.7 |
| Carreira | Carreira     | 42 | 0  | 6.5 | .440 | .188 | .770  | .8  | .6  | .2 | .1 | 2.0 |

### Universidade
| Ano      | Equipe            | PJ  | PT  | MPJ  | AP   | 3P   | LL   | RT  | AS  | BR  | TO | PPJ  |
| -------- | ----------------- | --- | --- | ---- | ---- | ---- | ---- | --- | --- | --- | -- | ---- |
| 2015–16  | Mississippi State | 31  | 17  | 27.0 | .448 | .394 | .805 | 4.7 | 1.4 | 1.4 | .5 | 12.0 |
| 2016–17  | Mississippi State | 29  | 29  | 31.9 | .469 | .373 | .766 | 5.1 | 1.8 | 1.7 | .3 | 16.5 |
| 2017–18  | Mississippi State | 37  | 37  | 31.4 | .484 | .313 | .771 | 6.0 | 3.3 | 1.4 | .3 | 14.4 |
| 2018–19  | Mississippi State | 34  | 34  | 34.0 | .508 | .396 | .809 | 4.7 | 2.8 | 1.7 | .3 | 18.5 |
| Carreira | Carreira          | 131 | 117 | 31.0 | .477 | .367 | .787 | 5.1 | 2.3 | 1.5 | .3 | 15.3 |

## Vida pessoal
Weatherspoon se formou em estudos interdisciplinares em Mississippi State. Ele é filho de Sharon e Tommie Weatherspoon e tem um irmão chamado Nick, que também jogou basquete universitário em Mississippi.